# Нова црква Свете великомученице Марине у Рутевцу
Црква Свете великомученице Марине у Рутевцу, насељеном месту на територији општине Алексинац, припада Епархији нишкој Српске православне цркве.
Изградња нове цркве посвећене Светој великомученици Марини је започета у време службовања свештеника Предрага Радосављевића 2010. године. Темеље овог храма осветио је епископ нишки Иринеј 2006. године, а крстове 2011. године епископ нишки Јован Пурић. Црква је још увек у фази изградње.